# Elecciones presidenciales de Montenegro de 2013
Las elecciones presidenciales de Montenegro de 2013 se celebraron en Montenegro el 7 de abril de 2013. El presidente en ejercicio Filip Vujanović del Partido de los Socialistas Democráticos de Montenegro (DPS) se enfrentó al independiente Miodrag Lekić, candidato común respaldado por la oposición.
El 8 de abril de 2013, el presidente de la Comisión Electoral Ivan Kalezić anunció la victoria de Vujanović con el 51,2% de los votos. Los representantes de la campaña de Lekić anunciaron que no reconocerían los resultados y presentaron una solicitud para la realización de un recuento en todos los municipios. Lekić se adjudicó la victoria y comparó la victoria de Vujanovic con un "golpe de Estado".

## Resultados
| Candidato                          | Candidato                          | Partido                                               | Votos   | %     |
| ---------------------------------- | ---------------------------------- | ----------------------------------------------------- | ------- | ----- |
|                                    | Filip Vujanović                    | Partido de los Socialistas Democráticos de Montenegro | 161,940 | 51.21 |
|                                    | Miodrag Lekić                      | Candidato independiente                               | 154,289 | 48.79 |
| Votos nulos/en blanco              | Votos nulos/en blanco              | Votos nulos/en blanco                                 | 10,574  | –     |
| Total                              | Total                              | Total                                                 | 326,803 | 100   |
| Votantes registrados/participación | Votantes registrados/participación | Votantes registrados/participación                    | 511,405 | 63.90 |
| Fuente: Comisión Electoral         |                                    |                                                       |         |       |